# 八掌二橋

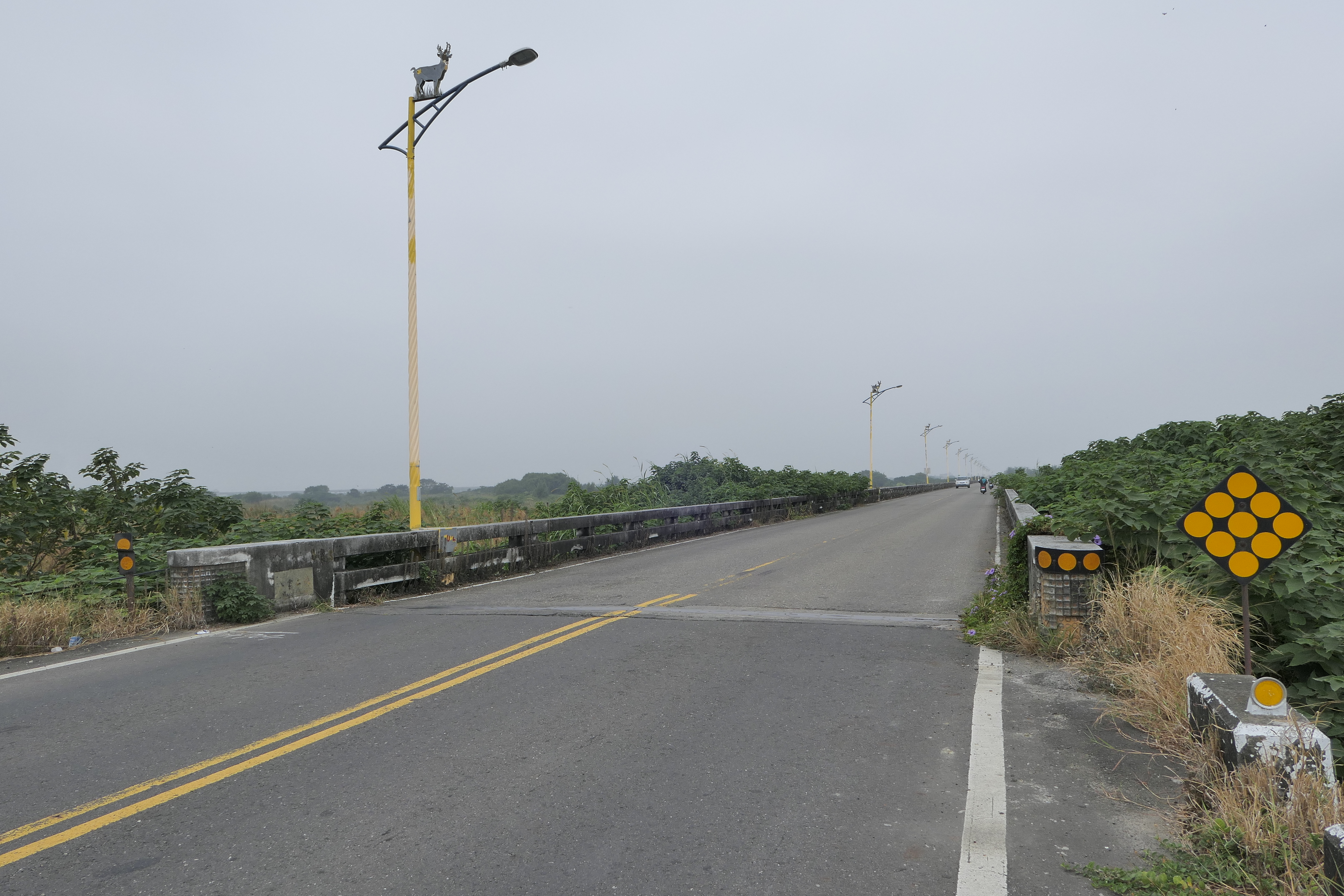
八掌二橋南端

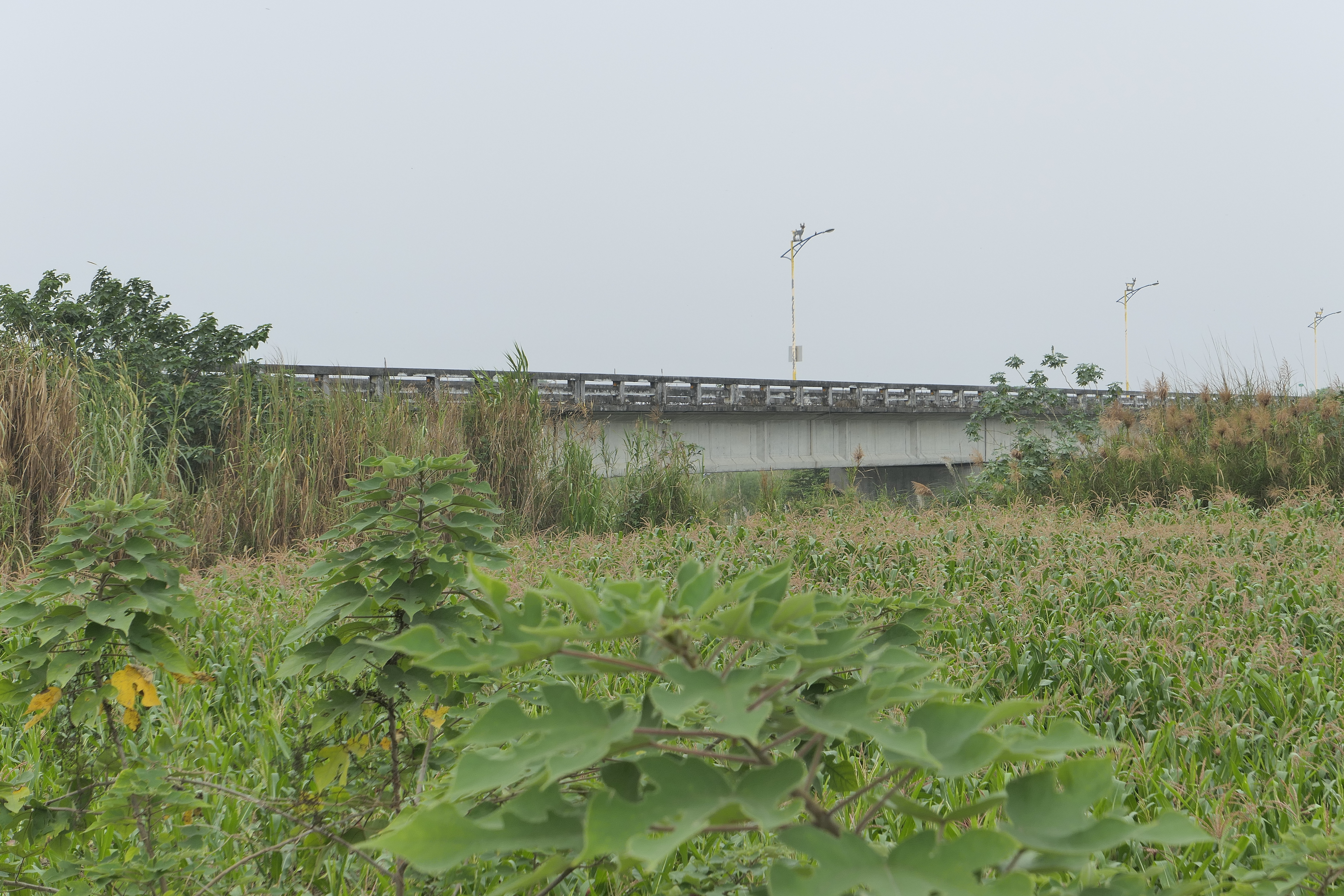
自堤防拍攝的八掌二橋

八掌二橋，是位於台灣南部八掌溪中下游的一座公路橋梁，連接嘉義縣鹿草鄉及台南市後壁區，為台南市溪北地區（曾文溪以北）往返高鐵嘉義站之重要橋梁。

## 沿革
此橋梁位於八掌溪主流之上，初次竣工於民國78年（1989年）10月，民國95年（2006年）時長度為700公尺，寬度為8.15公尺，淨寬7.7公尺，共有19個橋墩。民國106年（2017年）報導時連接嘉義縣鹿草鄉鄉道嘉31線及台南市後壁區區道南85線，為台南市溪北地區（曾文溪以北）往返高鐵嘉義站之重要橋梁。:3-50
民國106年（2017年）前後，由於橋梁老舊、路面狹窄時常發生車禍，地方遂有改建之議。民國105年（2016年）5月18日台南市議員賴美惠即曾質詢台南市政府工務局長吳宗榮改建發包時機，吳宗榮表示此橋梁已納入生活圈道路交通系統建設計畫，將向中央爭取經費施作。民國106年（2017年）5月16日經過經濟部水利署第五河川局、立委蔡易餘服務處、嘉義縣政府、嘉義縣議員、鹿草鄉長楊秀玉、台南市政府工務局、台南市議長賴美惠、後壁區當地里長黃正雄、楊玉年、楊端立、黃啓明、張細雲、吳慶男等人出席會勘後，決議由嘉義縣政府提報生活圈道路交通系統建設計畫爭取6億元規劃經費，後續則由台南市及嘉義縣各付出約四千萬元地方配合款拓寬。

## 鄰近地形及生態
民國95年（2006年）時財團法人台灣水利環境科技研究發展教育基金會、國立嘉義大學調查八掌溪情勢，指出此橋附近河床較寬廣，為平坦的農業區:結-2。民國109年（2020年）時記者魯永明將此橋列為嘉義知名菅芒花景點之一，與鄰近的水上鄉南靖村台糖五分車舊鐵橋並列。

## 相關事件
民國109年（2020年）11月25日，後壁區下茄苳泰安宮「茄苳媽」（天上聖母）和下茄苳旌忠廟進行四年一科的遶境，為民國58年（1969年）後首次恢復徒步遶境，由台南市長黃偉哲帶領隊伍至此橋上並交棒給嘉義縣長翁章梁，參與者包含台南市議長郭信良、嘉義縣議員林緗亭、後壁區長翁振祥、鹿草鄉長楊秀玉、水上鄉長劉敬祥、鹿草鄉民代表會主席施坤霖等。